# Acapulco Fútbol Club
El Acapulco Fútbol Club fue un equipo de fútbol de la ciudad de Acapulco en el estado de Guerrero, que participó en la Liga de Balompié Mexicano en la máxima categoría.

## Historia
En febrero de 2020 formó parte de la primera reunión de representantes de equipos de la LBM, los cuales buscaban un registro para la temporada inaugural. El equipo nace oficialmente el 4 de junio de 2020 como la octava franquicia fundadora de la nueva Liga de Balompié Mexicano.
El 17 de noviembre de 2020 el equipo fue expulsado de la LBM por el incumplimiento de varios requisitos para participar en la competencia.

## Estadio

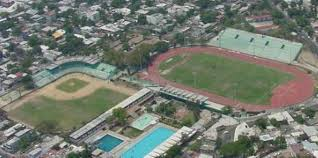
Unidad Deportiva Acapulco.

La Unidad Deportiva Acapulco es un complejo deportivo compuesto por un estadio de fútbol, una pista de atletismo de 400 metros planos y un estadio de béisbol. El estadio de fútbol, integrado con la pista de atletismo, cuenta con una capacidad de 13 000 espectadores.

## Indumentaria
- Uniforme local: Camiseta blanca con mangas azules y vivos en color dorado, pantalón y medias blancas.[8]
- Uniforme visitante: Camiseta azul con mangas y vivos dorados, pantalón y medias azules.[8]